# Bobină

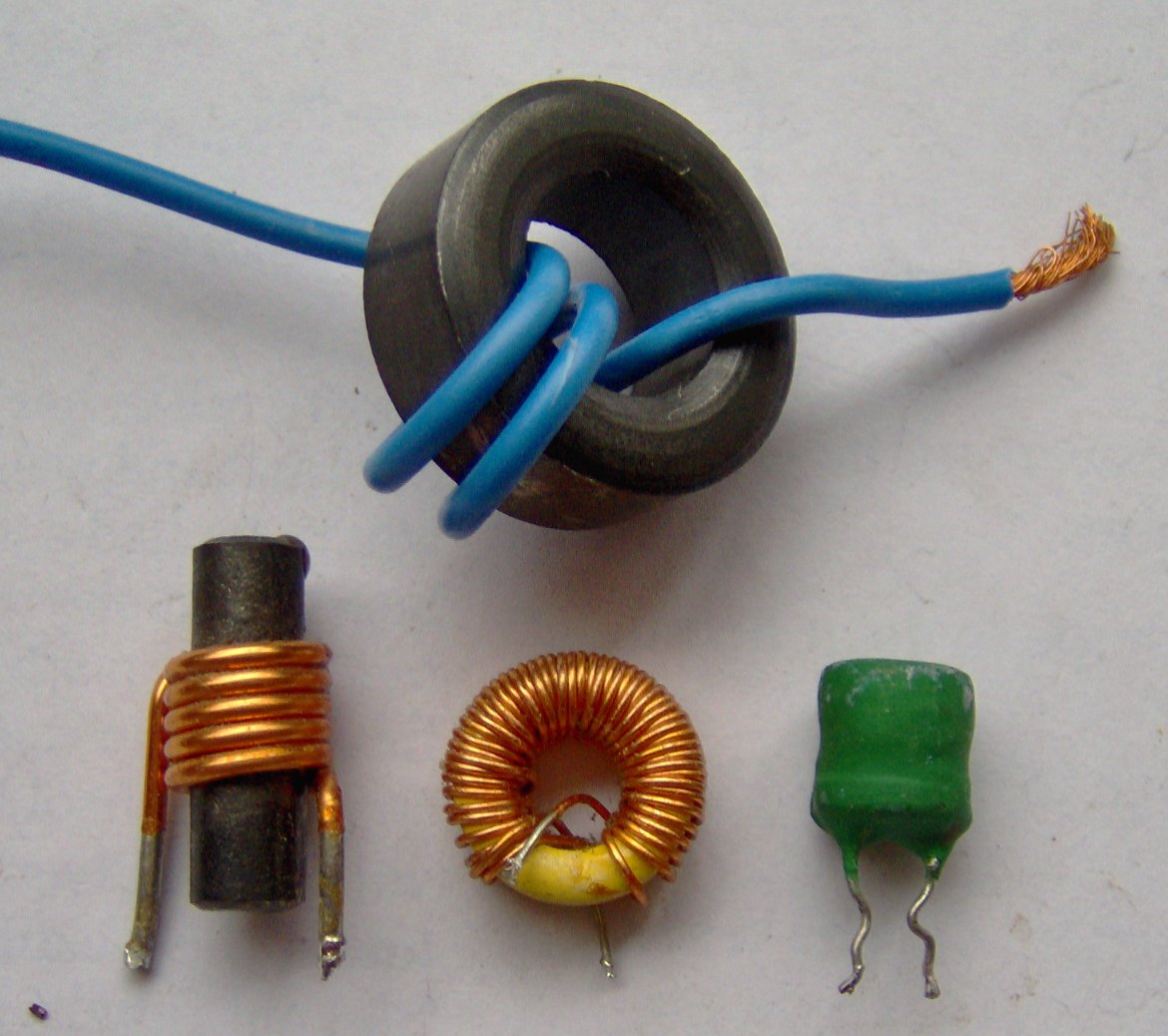
Bobine

Simbolul internațional pentru bobină

Bobina este în electrotehnică un dispozitiv electric pasiv, care are două terminale (capete) și este folosită în circuite electrice pentru a înmagazina energie în câmp magnetic sau pentru detecția câmpurilor magnetice. Parametrul specific al unei bobine este inductanța sa.

## Construcția unei bobine
Bobina se realizează prin înfășurarea unui conductor (în general cupru) pe un miez. Acest miez poate fi feromagnetic, în acest caz bobina având inductanță mare, sau poate fi neferomagnetic, sau chiar să lipsească (miezul fiind aer), în acest caz bobina având inductanță scăzută. În curent alternativ o bobină prezintă o reactanță inductivă, dependentă de frecvența curentului alternativ.

## Caracterizare cantitativă

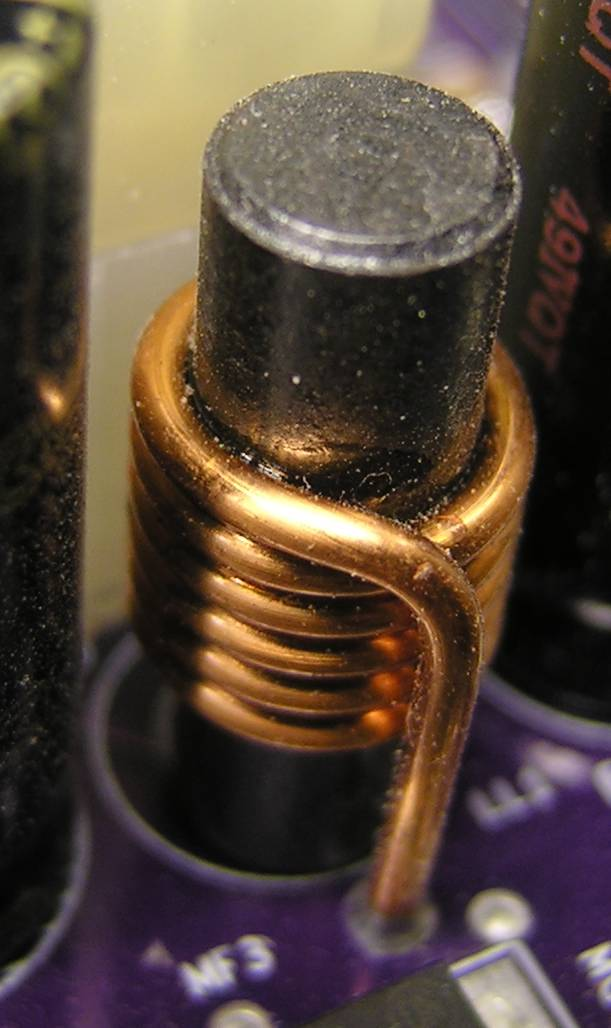
Un inductor (bobină) regăsit pe placa de bază a unui computer.

Proprietatea caracteristică bobinei este inductanța (măsurată în henry, H) care este o mărime fizică egală cu raportul dintre fluxul magnetic stabilit printr-un circuit de curentul care trece prin el și intensitatea curentului respectiv. O variație a curentului produce o variație a fluxului magnetic care la rândul său produce forță electromotoare ce încearcă să se opună variației curentului.
Aplicând la bornele unei bobine o tensiune electrică alternativă {\displaystyle U=U_{0}\sin \omega t,} conform legii lui Lenz, în bobină va apărea o forță contraelectromotoare care se va opune creșterii curentului.
Dacă se negijează rezistența electrică a bobinei, forța contraelectromotoare este egală cu tensiunea aplicată:
{\displaystyle L\cdot {\frac {d{\mathit {I}}}{d{\mathit {t}}}}=U_{0}\sin \omega t.}
Prin integrare, cu condiția inițială  I = 0 (pentru t = 0) se obține:
{\displaystyle I={\frac {U_{0}}{\omega L}}\sin \left(\omega t-{\frac {\pi }{2}}\right)+{\frac {U_{0}}{\omega L}}.}
Termenul {\displaystyle {\frac {U_{0}}{\omega L}}} reprezintă intensitatea curentului continuu din bobină care dispare repede din circuit, datorită pierderilor de energie prin efect Joule-Lenz.
Notând {\displaystyle I_{0}={\frac {U_{0}}{\omega L}},} variația în timp a intensității curentului în circuit este:
{\displaystyle I=I_{0}\sin \left(\omega t-{\frac {\pi }{2}}.\right)}
Așadar, curentul prin bobină este în întârziere (de fază) față de tensiune cu {\displaystyle {\frac {\pi }{2}},} expresia {\displaystyle \omega L=X_{L}} fiind reactanța inductivă.

## Energia stocată
Bobina este un acumulator de energie magnetică. Energia (măsurată în jouli) înmagazinată de o bobină este dată de formula: {\displaystyle E={1 \over 2}LI^{2}}.